# Жорж Дюмезіль
Жорж Едмо́н Рау́ль Дюмезі́ль (фр. Georges Edmond Raoul Dumézil; * 4 березня 1898, Париж,— † 11 жовтня 1986, там же) — французький етнограф та лінгвіст, провідний дослідник кавказьких мов, член Французької академії (Académie des Inscriptions et Belles-lettres).

## Віхи життя та академічної кар’єри
1916 року закінчив Вищу нормальну школу, а 1919 обійняв посаду ад'юнкт-професора. Від 1924 — доктор наук. 1925 року приїхав до Стамбулу й до 1931 був професором історії релігій у Стамбульському університеті. Відтак переїхав до Швеції і в 1931–1933 був лектором університету в Упсалі. 1935 року повернувся до Парижа й очолив кафедру порівняльного вивчення релігій у Практичній школі вищих знань (École pratique des Hautes Études). У 1937–1948 роках вів курс вірменської мови у Національній школі живих мов (École Nationale des Langues Vivantes), а з 1949 до 1968 завідував кафедрою індоєвропейської цивілізації в Коллеж де Франс, після чого вийшов на пенсію.
Володів приблизно тридцятьма мовами.

## Наукові досягнення
Дюмезіль відомий насамперед своїми порівняльними дослідженнями релігій та міфологій індоєвропейських народів. Виходячи з тези, що структура релігійно-міфологічних уявлень має відображати соціальну структуру, він сформулював так звану трифункційну теорію, яка, після запеклих наукових дискусій, зараз стала загальновизнаною серед дослідників міфології. Ця теорія ґрунтується на загальновідомому факті існування трьох соціальних функцій індоєвропейських народів: культової (представники — жерці), військової (представники — військові вожді) та господарчої (представники — землероби та ремісники). 
Схема Жоржа Дюмезіля (соціальні верстви Середньовіччя)
The scheme of the three orders (tres ordines) divides the entire society into three large groups: the oratores, therefore those who pray or the clergy, the bellatores (also the pugnatores) or warriors, and the laboratores (or the agricultores), therefore those that labour or the peasants.
Переклад:
Схема трьох орденів (tres ordines) поділяє все суспільство на три великі групи: oratores, тобто тих, хто молиться, або духовенство, bellatores (також pugnatores), або воїнів, і laboratores (або землеробів), отже, робітники чи селяни. (Джерело: Depictions of the Three Orders and Estates around the Year 1500).
Священна або жрецька функція (Oratores)
Ця група включає релігійних і духовних лідерів, які відповідали за підтримання зв'язку з божествами, виконання релігійних обрядів і забезпечення духовного керівництва суспільству. У середньовічній Європі це були представники церкви, такі як священики, єпископи та монахи. Приклади: 
Папа Римський- найвищий духовний лідер католицької церкви, який мав значний вплив на політичні справи Європи.
Єпископи- очільники місцевих церковних адміністрацій, які мали як духовну, так і політичну владу в своїх регіонах.
Монахи і монастирі- центри релігійного і культурного життя, які відігравали важливу роль в освіті та збереженні знань.
Військова функція (Bellatores)
Ця група включає воїнів та лицарів, які захищали суспільство від зовнішніх загроз і забезпечували внутрішній порядок. У середньовічній Європі це були феодали, рицарі та їхні васали, які займалися військовою службою. Приклади:
Королі і феодали-верховні воєначальники і власники великих земельних угідь, які мали право збирати війська для захисту своїх володінь.
Рицарі-професійні воїни, що служили своїм сюзеренам і були зобов'язані захищати свої феоди.
Васали-дрібніші феодали, які отримували землю від своїх сюзеренів в обмін на військову службу і лояльність.
Функція виробників (Laboratores)
Ця група включає всіх, хто займався економічною діяльністю та забезпечував матеріальні потреби суспільства. У середньовічній Європі це були селяни, ремісники та торговці. Приклади: 
Селяни і кріпаки-основні виробники сільськогосподарських продуктів, які працювали на землі, що належала феодалам, і сплачували частину врожаю як податок або орендну плату.
Ремісники-виробники товарів і послуг у містах, які створювали необхідні речі для повсякденного життя і торгівлі.
Торговці і купці-особи, що займалися торгівлею і обміном товарів, сприяючи економічному розвитку міст і зв'язкам між різними регіонами.
Згідно з Дюмезілем, ці три функції не існували ізольовано, а взаємодіяли між собою, забезпечуючи стабільність і цілісність суспільства. Кожна група виконувала свої специфічні ролі, але всі вони були взаємозалежні і доповнювали одна одну.
Священники забезпечували духовне керівництво і релігійні обряди, які легітимізували владу феодалів і підтримували моральний порядок. Воїни захищали суспільство від зовнішніх загроз і підтримували внутрішній порядок, що дозволяло виробникам займатися своєю працею. Виробники забезпечували матеріальні потреби всього суспільства, включаючи священників і воїнів, виробляючи продукти харчування, товари і послуги.
Найчіткіше це прадавнє членування збереглося в Індії (три основні варни (варнашрами): брахмани, кшатрії та вайшії. Відповідно до цього Дюмезіль реконструював тричленну структуру пантеону богів у міфологіях кількох індоєвропейських народів. В давніх римлян це були Юпітер — Марс — Квірін, в аріїв — Мітра та Варуна — Індра — Ашвіни, в скандинавів — Одін — Тор — Фрейр, у скіфів — Колаксай — Ліпоксай — Арпоксай і так далі. В східнослов'янському епосі їм відповідають три «старші» богатирі: Святогор, Вольга та Микула.
Цікавлячись скіфами, Дюмезіль особливо ретельно досліджував Нартівські сказання осетинів («останніх нащадків скіфів», за його висловлюваннями), фактично першим ознайомивши західноєвропейську науку з цим епосом у такому обсязі. Йому належить також блискучий переклад самих сказань французькою мовою (перекладав з осетинського оригіналу, без перекладів-посередників).
У галузі лінгвістики вчений цікавився різними мовами Кавказького регіону: індоєвропейськими (вірменська, осетинська), східнокавказькими (інгушська, аварська), картвельськими (лазька), але особливо — західнокавказькими. Він першим створив порівняльну граматику абхазо-адигської групи мов, ґрунтовно дослідив убихську мову, спілкуючись із останніми її носіями в Туреччині (зокрема з Тевфіком Есенчем). Велика кількість його публікацій присвячена цій мові, а також абхазькій, черкеській, шапсугській, бесленеївській.

## Праці
- Le Festin d'immortalité – Étude de mythologie comparée indo-européenne, 1924, published in Annales du Musée Guimet
- Le Crime des Lemniennes – Rites et Légendes du monde égéen, 1924
- Le Problème des Centaures – Étude de mythologie comparée indo-européenne , 1929, published in Annales du Musée Guimet
- Ouranos-Varuna – Essai de mythologie comparée indo-européenne, 1932, éditions Maisonneuve
- Légendes sur les Nartes, suivies de cinq notes mythologiques, 1930, Institut d'études slaves
- Flamen-Brahman, 1935
- Mythes et dieux des Germains – Essai d'interprétation comparative (1939), Presses Universitaires de France
- Mitra-Varuna – Essai sur deux représentations indo-européennes de la Souveraineté, 1940, Presses universitaires de France
- Jupiter Mars Quirinus, composed of :
  - Essai sur la conception indo-européenne de la société et sur les origines de Rome, 1941
  - Naissance de Rome, 1944
  - Naissance d'archanges-Essai sur la formation de la religion zoroastrienne, 1945
  - Explication de textes indiens et latins, 1948, Gallimard
- Les Mythes romains, composé de quatre volumes :
  - Horace et les Curiaces, 1942
  - Servius Tullius|Servius et la Fortune – Essai sur la fonction sociale de louange et de blâme et sur les éléments indo-européens du cens romain, 1943
  - Tarpeia – Cinq essais de philologie comparée indo-européenne, 1947, éditions Gallimard
- Loki, 1948, GP Maisonneuve
- L'Héritage indo-européen à Rome, 1949, Gallimard
- Le Troisième Souverain – Essai sur le dieu indo-iranien Aryaman et sur la formation de l'histoire mythique de l'Irlande , 1949, GP Maisonneuve
- Les Dieux indo-européens, 1952, Presses Universitaires de France
- Rituels indo-européens à Rome, 1954,  Klincksieck
- Déesses latines et mythes védiques , 1956, Latomus
- Aspects de la fonction guerrière chez les Indo-Européens, 1956
- Contes et légendes des Oubykhs, 1957, Institut d'Ethnologie
- Contes lazes, 1957, Institut d'Ethnologie
- L'Idéologie tripartite des Indo-Européens, 1958,  Latomus
- Études oubykhs, 1959, publié aux éditions Maisonneuve
- Les Dieux des Germains, essai sur la formation de la religion scandinave, 1959, Presses Universitaires de France
- Documents anatoliens sur les langues et les traditions du Caucase , 1960–1967, Maisonneuve
- Le Livre des héros, légendes ossètes sur les Nartes, 1965, Gallimard
- La Religion romaine archaïque, avec un appendice sur la religion des Étrusques , 1966,Payot
- Mythe et Épopée
  - L'Idéologie des trois fonctions dans les épopées des peuples indo-européens 1968
  - Types épiques indo-européens : un héros, un sorcier, un roi  1971
  - Histoires romaines, 1973, Gallimard
- Idées romaines, 1969,  Gallimard
- Heur et Malheur du guerrier, aspects de la fonction guerrière chez les Indo-Européens, 1969, Presses Universitaires de France
- Du mythe au roman, la Saga de Hadingus et autres essais, 1970, Presses Universitaires de France
- Fêtes romaines d'été et d'automne, suivi de Dix Questions romaines , 1975,  Gallimard
- Le Verbe oubykh, études descriptives et comparatives, 1975, Académie des inscriptions et belles-lettres
- Les Dieux souverains des Indo-Européens , 1977, Gallimard
- Romans de Scythie et d'alentour , 1978, Payot
- Mariages indo-européens, suivi de Quinze Questions romaines, 1979, Payot
- Apollon sonore et autres essais, 1982, Gallimard
- La Courtisane et les Seigneurs colorés, et autres essais – 25 esquisses de mythologie, 1983, Gallimard.
- Le Moyne noir en gris dedans Varenne – Sotie Nostradamus|nostradamique, 1984, Gallimard
- L'Oubli de l'homme et l'honneur des dieux, 1985, Gallimard
- Entretiens avec Didier Eribon, Gallimard, coll. Folio, 1987
- Le Roman des jumeaux – Esquisses de mythologie, Joël Grisward, 1995, Gallimard.

## Українські переклади
- Жорж Дюмезіль Мітра-Варуна / Пер. з французької Б. Носенок; під ред. С. Заїковського. – Київ: Пломінь, 2019. — 248 с. — ISBN 978-966-97851-6-9